# Гленпул
Гленпул (англ. Glenpool) — город в округе Талса, штат Оклахома, США. По состоянию на 2020 год население составляло 14 040 человек, что на 29,9% больше, чем по данным переписи 2010 года, когда общая численность населения составляла 10 808 человек.

## Население
| 2010   | 2011    | 2020    |
| ------ | ------- | ------- |
| 10 808 | ↗10 938 | ↗13 691 |